# بوغسلاف بيترزاك
بوغسلاف بيترزاك (بالبولندية: Bogusław Pietrzak)‏ هو لاعب كرة قدم بولندي، ولد في 21 مايو 1958 في وودج في بولندا. لعب مع نادي ال كي اس ودز.